# 高野忍
高野 忍（たかの しのぶ、1974年12月10日 - ）は、和歌山県東牟婁郡那智勝浦町出身の元プロ野球選手（外野手）、元プロレスラー。プロ野球時代の2001年からの登録名は髙野 忍（読み同じ）。長男は競輪選手の高野信元（愛知、125期）。

## 来歴

### プロ入り前
箕島高校では、2年生時に控え外野手として1991年春の選抜に出場。2回戦で萩原誠のいた大阪桐蔭高に敗退。1年上のチームメートに遊撃手の林孝哉がいた。新チームとなり、エースとして1991年秋季近畿大会県予選準決勝まで進むが、南部高に延長13回裏サヨナラ負け。翌1992年夏も和歌山県大会で敗れ、甲子園出場はならなかった。
卒業後は中山製鋼所に入社し野手転向。1997年の第68回都市対抗野球大会に出場。三菱自動車川崎との1回戦で先制犠飛を放つが、先発の芝﨑和広（大和銀行から補強）が早々と打たれ敗退。

### 巨人時代
1998年に読売ジャイアンツが行った入団テストで読売ジャイアンツ球場の右中間に130m超えの特大本塁打を放ち、その長打力を買われ合格。同年のドラフトで読売ジャイアンツからドラフト8位で指名され入団。
2000年に一軍に上がり、9月には初の先発出場を果たし3打数1安打を記録。しかし直球には強いが変化球に弱く、守備走塁にも難があったため、層の厚い外野手争いに加わることができず、5年目の2003年10月に戦力外通告を受けた。その後は他球団の入団テストを受けたが不合格となり引退。

### 現役引退後
引退後は、大阪の環境関連商品会社である「ウエストジャパン」取締役に就任し、愛知県の少年野球チーム「御岳ドリームジュニア」のコーチを一年間務めた。その後は看板業や鉄骨業の会社で働き、県内の軟式野球チーム「JIMOKUJIマリナーズ」で野球を続ける傍ら、空手や総合格闘技の練習も行っていた。
巨人時代から親交のあった、橋本真也の知人でZERO1リングアナウンサーのNaokiを通じてプロレスラー転向を決意し、2009年2月14日、ZERO1の大阪府立体育会館大会でデビュー。小笠原和彦と異種格闘技戦で対戦し、裸絞めによるレフェリーストップ勝ちを収めた。第2戦も勝利してデビュー2連勝を飾ったが、結局この試合を最後にリングを去った。
その後は2010年に住宅設計会社「バロック」に入社し勤務する傍ら、2011年に野球教室「T.B.B」（高野ブレインベースボール）を設立して子供たちの指導にあたっている。

## 人物
高校時代は投手だったが、社会人時代に外野手へ転向。社会人野球は給料が少なく、電話を止められる等生活はかなり苦しかった。そのため家庭を持った事で将来に不安を覚え、野球を辞める決意をする。最後の記念にと、手にしたスポーツ紙に書いてあった巨人の入団テストを受けたら合格してしまった。
家族は妻と一男一女。巨人への入団が決まった時、夫人から「ヨシノブのサインを貰って来て」と頼まれた。
清原和博の大ファン。
コンニャクがどうしても食べられないという。

## 詳細情報

### 年度別打撃成績
| 年 度     | 球 団     | 試 合 | 打 席 | 打 数 | 得 点 | 安 打 | 二 塁 打 | 三 塁 打 | 本 塁 打 | 塁 打 | 打 点 | 盗 塁 | 盗 塁 死 | 犠 打 | 犠 飛 | 四 球 | 敬 遠 | 死 球 | 三 振 | 併 殺 打 | 打 率 | 出 塁 率 | 長 打 率 | O P S |
| --------- | --------- | ----- | ----- | ----- | ----- | ----- | -------- | -------- | -------- | ----- | ----- | ----- | -------- | ----- | ----- | ----- | ----- | ----- | ----- | -------- | ----- | -------- | -------- | ----- |
| 2000      | 巨人      | 13    | 15    | 15    | 1     | 3     | 1        | 0        | 1        | 7     | 1     | 0     | 0        | 0     | 0     | 0     | 0     | 0     | 4     | 0        | .200  | .200     | .467     | .667  |
| 2001      | 巨人      | 1     | 1     | 1     | 0     | 0     | 0        | 0        | 0        | 0     | 0     | 0     | 0        | 0     | 0     | 0     | 0     | 0     | 0     | 0        | .000  | .000     | .000     | .000  |
| 2002      | 巨人      | 3     | 2     | 2     | 0     | 0     | 0        | 0        | 0        | 0     | 0     | 0     | 0        | 0     | 0     | 0     | 0     | 0     | 1     | 0        | .000  | .000     | .000     | .000  |
| 通算：3年 | 通算：3年 | 17    | 18    | 18    | 1     | 3     | 1        | 0        | 1        | 7     | 1     | 0     | 0        | 0     | 0     | 0     | 0     | 0     | 5     | 0        | .167  | .167     | .389     | .556  |

### 記録
- 初出場：2000年4月1日、対広島東洋カープ2回戦（東京ドーム）、9回裏に二岡智宏の代打で出場
- 初打席：同上、9回裏に小山田保裕から右飛
- 初安打・初打点・初本塁打：2000年4月22日、対広島東洋カープ5回戦（広島市民球場）、9回表に木村龍治の代打で出場、山崎慎太郎から右中間へソロ
- 初先発出場：2000年9月27日、対ヤクルトスワローズ25回戦（明治神宮野球場）、7番・左翼手で先発出場

### 背番号
- 66 （1999年 - 2003年）

### 登録名
- 高野 忍（たかの しのぶ、1999年 - 2000年）
- 髙野 忍（たかの しのぶ、2001年 - 2003年）